# Trimetilglicin
Trimetilglicin (TMG) je organsko jedinjenje koje se javlja u biljkama u obliku glicin betaina i njegovih holinskih derivata. Trimetilglicin je bio prvi otkriveni betain. Originalno je nazivan jednostavno betain, jer je u 19. veku oktriven u šećernoj repi. Od tog vremena, mnogi drugi betaini su otkriveni, te se koristi specifičnije ime, glicin betain.

## Struktura i reakcije
Trimetilglicin je N-trimetilisana aminokiselina. On je kvaternarnarni amonijum koji postiju u obliku cviterjona na neutralnom pH. Jake kiseline poput hlorovodonične kiseline konvertuju TMG do soli betain hidrohlorida:
Demetilacija TMG-a daje dimetilglicin. Degradacija TMG-a proizvodi trimetilamin, miris pokvarenog ribljeg mesa.

## Spoljašnje veze
- [https://web.archive.org/web/20090120212503/http://nal.usda.gov/fnic/foodcomp/Data/Choline/Choline.html

|  | Molimo Vas, obratite pažnju na važno upozorenje u vezi sa temama iz oblasti medicine (zdravlja). |